# Chaboseaufiliatie
De Chaboseaufiliatie in het Martinisme geeft de filiatie of inwijdingslijn weer tussen Louis-Claude de Saint-Martin en Augustin Chaboseau. 
De filiatie verloopt als volgt:
1. Louis-Claude de Saint-Martin
2. Abbé de la Noue
3. Antoine-Marie Hennequin
4. Henri de la Touche
5. Adolphe Desbarolles
6. Amélie de Boisse-Mortemart
7. Augustin Chaboseau

In 1888 hebben Papus en Augustin Chaboseau elkaars initiaties uitgewisseld, waardoor van allebei de regulariteit niet meer kan worden betwist.
Uit de kruising van deze twee inwijdingslijnen, nl. de Chaboseaufiliatie en de Papusfiliatie, is de Eerste Martinistische opperraad gegroeid.  